# كوشوكورو- بشيري
كوشوكورو (بالكردية: Kelhok) هي قرية تقع في قضاء بشيري، ضمن محافظة باطمان في تركيا. يسكن القرية أكراد من قبيلة ريشكوتان، ويُقدّر عدد سكانها بـ147 نسمة بحسب إحصاءات عام 2021. غالبية سكان القرية من الإيزيديين.
ترتبط قرية كوشوكورو إداريًا بقريتي إكينجيلر وميزلكان، حيث تسكن قرية إكينجيلر أيضًا مجموعة من الإيزيديين.

## المراجع

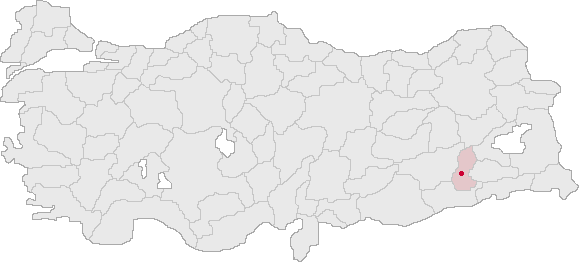
ولاية بطمان الواقعة أقصى جنوب شرق تركيا في منطقة كردستان تركيا.